# ديبوق

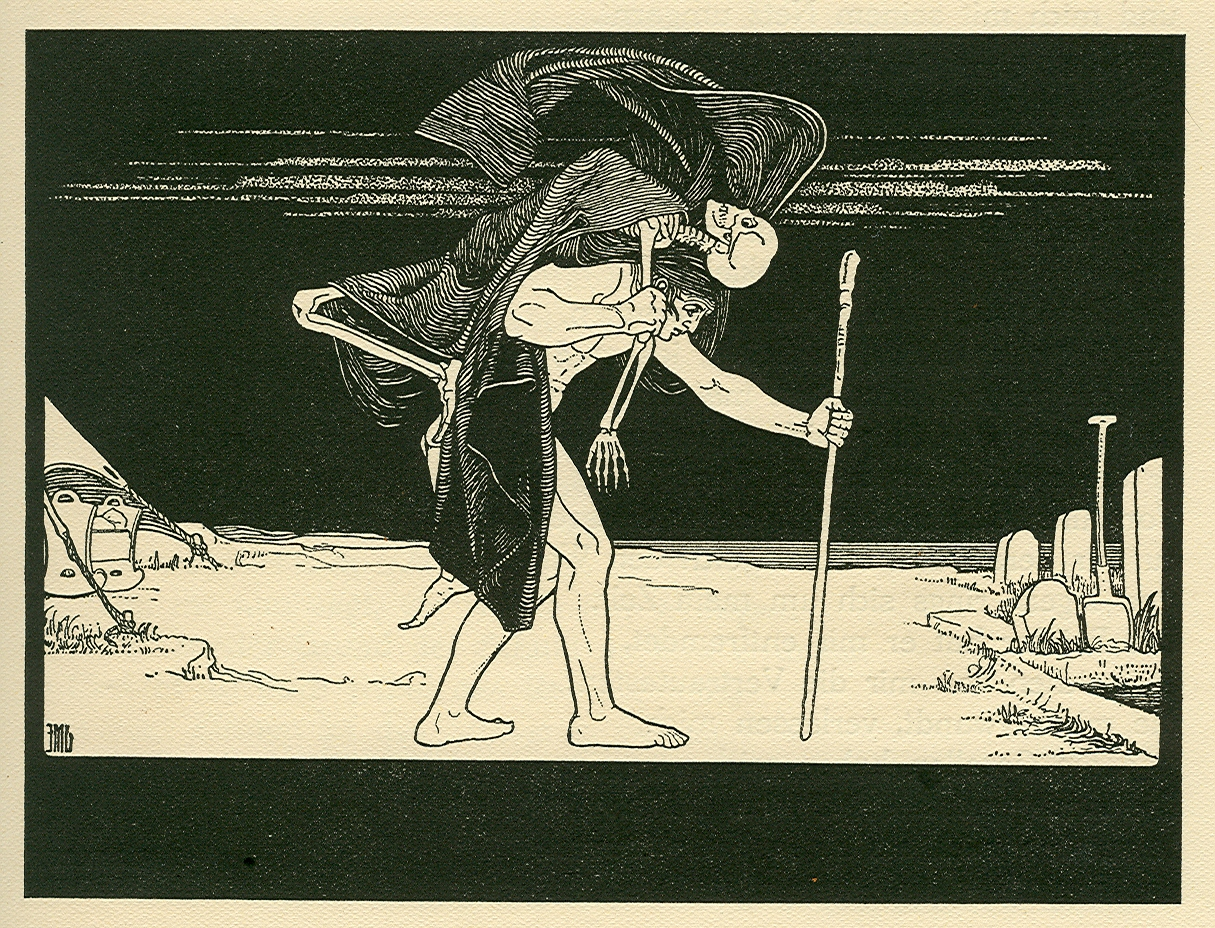
لوحة تُجسد الديبوق لدى اليهود بريشة الفنان افرايم موشيه ليليين (1874-1925).

في الأساطير اليهودية الديبوق (باليديشية: דיבוק)‏ و(بالعبرية: דָּבַק) والتي تعني «الالتزام» أو «التشبث» أو «التقمص» هو الاستحواذ على الروح أو خلع النفس من شخص ميت. من المفترض أن يترك الديبوق جسم ذلك الشخص بعد السيطرة عليه لمرة واحدة لكن الأمر لا يكون سهلا عادة حيث يُلجأ في بعض الأحيان إلى عمليات وطُرق أخرى من أجل إبعاد الديبوق من قبيل عملية طرد الأرواح الشريرة.

## المفهوم
الديبوق هو اختصار لجملة דיבוק מרוח רעה والتي تعني باللغة العربية «الانقسام من روح الشر». أما من الناحية الاصطلاحية فكلمة الديبوق تأتي من الكلمة العبرية דִּיבּוּק (بالعربية: ديبوق) وهي اسم مشتق من الفعل דָּבַק (بالعربية: دباك) الذي يعني «الالتزام» أو «التشبث» أو «التقمص».

## التاريخ
ظهر مصطلح ديبوق لأول مرة في عدد من الكتابات في القرن السادس عشر، إلا أنه لم يلفت انتباه الدراسات الأكاديمية السائدة حتى مسرحية س. أنسكي لعام 1920 بعنوان الديبوق، التي ساهمت في شيوع المفهوم في الأوساط الأدبية. أما الحسابات السابقة عن التلبس (مثل تلك التي قدمها يوسيفوس)، فكانت تتعلق بالتلبس الشيطاني بدلاً من تلبس الأرواح. وقد دعت هذه الحسابات إلى اتباع الأرثوذكسية بين العامة كإجراء وقائي. يُعتبر فيلم ميخاو فاشينسكي لعام 1937 الديبوق، المستند إلى المسرحية اليديشية لـ س. أنسكي، واحداً من كلاسيكيات السينما اليديشية.
يُذكر أن الحاخام يؤيل تيترلباوم، حاخام ساتمار بين عامي (1887–1979)، قد نصح شخصًا يُقال إنه كان ممسوسًا بالتشاور مع طبيب نفسي.
تقليديًا، كان الديبوق يميل إلى أن يكون من الأرواح الذكورية التي تتلبس النساء في ليلة زفافهن، وعادةً ما يحدث ذلك بطريقة جنسية من خلال دخول الروح إلى النساء عبر المهبل، وهو ما يظهر في مسرحية أنسكي.
في الأدبيات النفسية، تم وصف الديبوق بأنه متلازمة الهستيريا.

## في الثقافة الشعبية

### في الأفلام
تم تجسيد الديبوق في عشرات الأفلام الهوليودية وغير الهوليودية، فمثلا تطرق فيلم بوسشن الذي صدر عام 2012 مباللغة الماليالامية إلى موضوع تلبس الديبوق وتقمصه لأجساد البشر مع إشارة للتقاليد ولعلم الغيب في مثل هكذا أمور. في عام 1937 صدر فيلم بعنوان التقمص لمخرجه ميشال وازنيسكي، وقد اعتُبر حينها واحدا من الأفلام الكلاسيكية التي فسرت واقتحمت عالم الديبوق. في عام 2009م صدر فيلم هوليودي تحت عنوان الذين لم يولدوا بعد وقد تطرق للثقافة اليهودية بخصوص الديبوق. في عام 1975م صدر فيلم جديد بعنوان الحب والموت من بطولة وودي آلن الذي لعب دور ألين رفقة سونيا (ديان كيتون) التي تُعاني من تقمص الديبوق لجسدها. هناك أيضا فيلم رجل جاد والذي يتناول قصة زوجين يشكان في أن حاخاما ما قام باستضافتهم على العشاء من أجل تقمص جسديهما. هناك فيلم آخر بعنوان شيطان للمخرج مارسين مرونا والذي يتحدث عن قصة عروسة قام الديبوق باقتحام جسدها قبل ليلة زفافها.

### في التلفزيون
تم التطرق لموضوع الديبوق في المسلسل التلفزيوني شاهد على الخوارق وتحديدا في الحلقة الرابعة من الموسم الثاني والتي صدرت تحت عنوان «مربع التقمص». ظهر الديبوق أيضا في الحلقة الثالثة من الموسم الثالث حيث ساعد بيلي شقيقته رايتشل على طرد ما كانت تتصور وتعتقد أنه تقمص للأشباح لطابقها السفلي. تم أيضا ذكر الديبوق في إحدى حلقات مسلسل راجراتس حيث يحكي الجد بوريس قصة مخيفة لمجموعة أطفال تنطوي على التقمص.